# Nevada (Missouri)
Nevada – miasto w Stanach Zjednoczonych, w stanie Missouri, w hrabstwie Vernon.